# Clan Puca
Il clan Puca è un sodalizio camorristico operante a nord della città di Napoli, soprattutto nell'area dei comuni di Sant'Antimo e Casandrino.
Il fondatore Giuseppe Puca, luogotenente di Raffaele Cutolo, è stato ucciso in un attentato camorristico il 7 febbraio 1989.

## Storia
Il clan ha vissuto il suo massimo splendore e fama nel periodo in cui era vivo Giuseppe Puca. Infatti in quell'intervallo di tempo, la cosiddetta "batteria di fuoco" di Sant'Antimo era considerata come tra le più pericolose d'Italia. All'epoca fece clamore in Sant'Antimo l'omicidio di Carla Campi, uccisa nel 1980, perché stava per testimoniare contro la NCO. Fece scalpore sia l'omicidio del fratello di Giuseppe, Aniello Puca, che l'eliminazione in Sant'Antimo della famiglia Di Matteo, dove furono uccise, in sole 24 ore, ben 6 persone tra uomini e donne : i primi furono trovati in un'auto, bruciati a Santa Maria Capua Vetere, mentre le seconde uccise nel loro basso. Infine, alcuni giorni più tardi, venne ucciso un altro familiare dei Di Matteo nel carcere di Ascoli Piceno.
I successori, Pasquale Puca, detto "Pasqualino 'o Minorenne", imprenditore, e Ferdinando vengono arrestati nel 2009 dal Nucleo Investigativo di Castello di Cisterna. Sono tra gli altri indagati per l'omicidio del boss del clan Verde, Francesco Verde, ucciso nel corso di una faida ventennale che ha lasciato sull'asfalto decine di morti.
Tra i morti della faida Puca-Petito-Ranucci e Verde, vi sono : Domenico Guerra e Giuseppe Puca, scomparsi nel 1994 per lupara bianca, Vittorio Ronga, membro del clan Puca ucciso nel 2009, Vincenzo Chirollo, membro del clan Verde ucciso nel 2010, Aniello Flagiello, ucciso nel 1991, Paolo Frasca, freddato nel 2007, Geremia Petito, ucciso nel 1991, Raffaele Ranucci, ucciso nel 2006, Flagiello Santo, Flagiello Ernesto (persona che non c' entrava nulla con il clan, era solo un impiegato delle poste in pensione ed allenatore di squadre di calcio dilettantistiche che si trovava sfortunatamente nell'auto con i camorristi), Guarino Raffaele e Andrea Petito, uccisi nella strage di Melito di Napoli nel 1992, Antimo Petito, detto "Titiniello", ucciso nel 1994.
Nel Settembre 2019, Pasquale Puca, detto ‘o Minorenne, è stato condannato all’ergastolo. Puca è ritenuto il mandante dell’omicidio di Francesco Verde ‘o Negus, consumato nel 2007.
Nel Gennaio 2020 alcuni Carabinieri e l’ex presidente del Consiglio Comunale di Sant’Antimo vengono arrestati in quanto asserviti al clan Puca.
Il 30 aprile del 2020 è stato arrestato Luigi Puca, figlio del boss Pasquale Puca, giacché gravemente indiziato, unitamente ad altra persona affiliata al sodalizio, del reato di estorsione aggravata dal metodo mafioso commessa in pregiudizio di un costruttore.